# Maksym Lapushenko
Maksym Lapushenko (tiếng Ukraina: Максим Сергійович Лапушенко; sinh ngày 19 tháng 2 năm 1992, Kiev, Ukraina) là một hậu vệ bóng đá người Ukraina thi đấu cho Leixões S.C..

## Thống kê câu lạc bộ
- Tổng cộng các trận đấu diễn ra ngày in Moldavian First League: 8 trận – 0 bàn thắng